# Abari
 (février 2018).
Si vous disposez d'ouvrages ou d'articles de référence ou si vous connaissez des sites web de qualité traitant du thème abordé ici, merci de compléter l'article en donnant les références utiles à sa vérifiabilité et en les liant à la section « Notes et références ».
Abari est un village du Cameroun situé dans le département du Logone-et-Chari et la région de l'Extrême-Nord, à proximité  de la rive sud du lac Tchad et de la frontière avec le Nigeria. Il fait partie de la commune de Hile-Alifa.